# Alma bendita
Alma bendita es un busto en mármol realizado por Gian Lorenzo Bernini. Esculpido en torno al 1619, se pone en contraposición a otra obra, la del Alma maldita. Es cierto que ambas esculturas fueron encargadas por el cardenal Montoya, del cual el propio Bernini realizó un busto. Su ubicación originaria fue la sacristía de la iglesia de San Giacomo de los Spagnuoli, también conocida como iglesia de Nuestra Señora del Sagrado Corazón; luego, hacia finales del siglo XIX fueron transferidas a la embajada española en el Palacio de España.

## Crítica
A pesar de no ser conocida particularmente, la obra atrajo la atención de algunos visitantes de Roma. Especialmente, el pintor Joshua Reynolds afirmó que la escultura tiene todo la dulzura y la felicidad perfecta, manifestada en su expresión, que se pueda imaginar. En cambio, Alma bendita no ha sido considerada una de las mejores obras del autor, en tiempos recientes: Rudolf Wittwoker evidencia los cabellos esponjosos de la mujer, mientras Howard Hibbard la considera aburrida, mediocre si se compara con el alma maldita, subrayando cómo la  imagen virtuosa no logra ser bien traducida a través de la escultura.

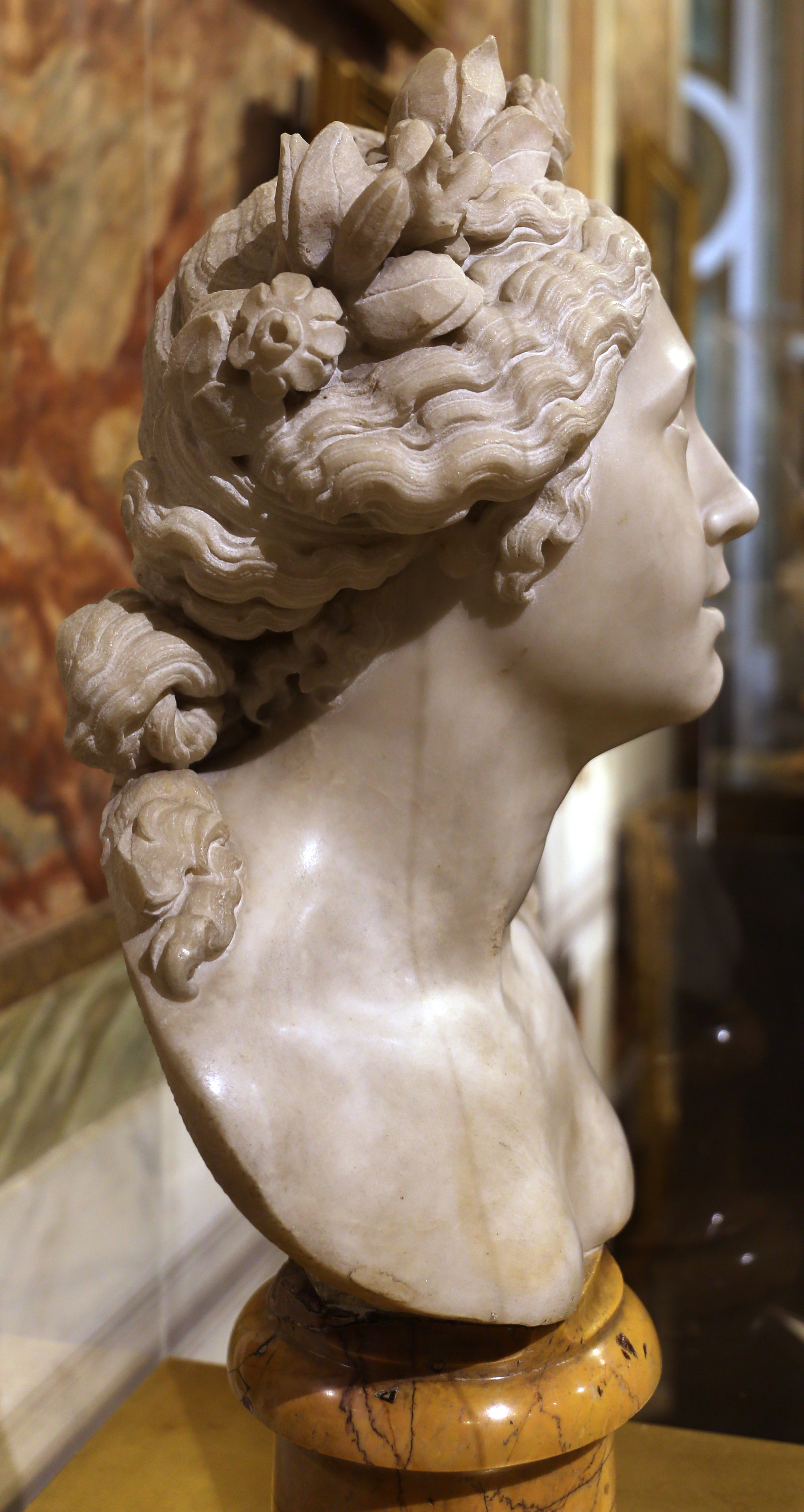
Vista lateral.

Estudios recientes han puesto en duda la identificación del busto con la personificación de la beatitud cristiana, hipotizando en cambio que se trate de la representación de una ninfa.